# 減量ボクサー
『減量ボクサー』（げんりょうボクサー）は、BeeTVにて2009年11月1日より配信されたウェブテレビドラマ。
配信は各話約6分前後。全24回。EXILEのメンバー・KENCHI、NAOTO主演のドラマである。初回配信後はdTVでも配信された。

## あらすじ
ボクシングジムを舞台にした“ワンシチュエーションコメディー”。
10回連続で減量に失敗し、まだ一度もリングに立てないボクサーのパンチョ田村。今日もトレーナーとともに減量に励むパンチョだったが、料理好きの後輩ボクサー・北大路ススムと話しているうちについつい料理を妄想してしまい……。

## 登場人物
パンチョ田村
演 - KENCHI
自他ともに認めるハードパンチャーながら食欲に対する意志の弱さから「試合前に食べちゃう」癖が抜けず、10度試合日程が決まるも、毎回規定体重をオーバーし、一度も試合に出たことがない減量失敗ボクサー。トレーニングに明け暮れ、今度こそ減量成功を誓う。
M気質であることを自認しているため、実は減量や我慢という罰を受けるのが好きなだけなのではないかという疑念が周囲にあるのは公然の秘密。
北大路ススム
演 - NAOTO
嘘か誠かパンチョ田村に憧れてジムをたたいたという後輩ボクサー。料理上手で、一度食べたもののレシピは自分で再現できる。
およそ新人ボクサーとしては似つかわしくない広いな家に住み、いい車に乗り、いい女と交際中。自宅で料理を作る際にはコック服。このためなのかパンチョと話すと、ついつい食べ物の話をしてしまい、パンチョを誘惑の道に引きづり込んでしまう。わざとやってる疑惑があるのは公然の秘密。
トレーナー
演 - 六平直政
我慢と忍耐を教える鬼トレーナー。事実上、パンチョ専属コーチである。本名は神崎良次。堅牢な顔立ちと裏腹に性格はおちゃめ。
JuJu
演 - 木口亜矢
ススムの彼女。巨乳。
RuRu
演 - 黒澤佐知子
JuJuの友人。JuJu同様、ススムの家になぜかいつもいる。
静ママ
演 - 蘭香レア
パンチョがよく顔を出すスナックのママ。和服美人。優しいのが災いして、パンチョによく食事を与えてしまう罪な人。
ホステス
演 - 武藤晃子
静ママのスナックで働くホステス。
海老原
演 - 菊池均也
ボクシング協会のスタッフで、体重計量のプロ。パンチョ田村の計量を毎回行う。
黒澤
演 - 西ノ園達大
ススムの父の指令を受け、ススムを尋ねる謎の男。
謎の覆面レスラー（サクラバ・カズシ）
演 - 桜庭和志
格闘家。マスクをかぶって登場するが、正体は総合格闘家でプロレスラーのサクラバ・カズシ。パンチョに勝つための心得を教えるためにジムを訪れる。
渡辺会長
演 - ガッツ石松　
パンチョやススムの所属するボクシングジムの会長。

## スタッフ
- 原案脚本：樫田正剛[4]
- 企画：森雅貴（LDH）、樫田正剛、菊池誠（アズバーズ）
- 撮影：磯貝喜作
- 映像：水野博道
- 照明：江川斉
- 音声：北村達郎
- 編集：石川浩通
- MA：長谷雄智宏
- 音効：小沢利之
- 車輛：MTO
- タイトル：奥田圭一
- 撮影協力：野口ボクシングジム
- 協力：ニユーテレス、アイ・アール、オムニバスジャパン、アクシーズ
- ボクシング監修：野口まさる
- フードコーディネート：フルタニマサエ
- 演出補：岸谷正史
- 制作：大谷久征
- プロデューサー補：山本大輔
- プロデュース：柳崎芳夫（BeeTV）
- プロデューサー：内部健太郎（BeeTV）、菊池誠（アズバーズ）
- 監督：七高剛、山本大輔
- 制作：アズバーズ
- 制作著作：BeeTV

## 音楽
主題歌：「ラヴへ」THE ROOTLESS
挿入歌：「影」THE ROOTLESS
挿入歌：威風堂々

## サブタイトル
劇中、話数は「Round」であらわされる。毎週水曜と日曜に配信。
| 各話 | 配信日                  | サブタイトル                 | 料理             |
| ---- | ----------------------- | ---------------------------- | ---------------- |
| 1話  | 2006年11月1日（水曜日） | 減量ボクサー「パンチョ田村」 | こがし豚肉の角煮 |
| 2話  | 11月5日（日曜日）       | 謎の男・ススムくん           |                  |
| 3話  | 11月8日（水曜日）       | 対戦相手、決定!              |                  |
| 4話  | 11月12日（日曜日）      | ススムのスは「ドS」のス!     |                  |
| 5話  | 11月15日（水曜日）      | 研究                         |                  |
| 6話  | 11月22日（日曜日）      | アー ユー ハングリー?        |                  |
| 7話  | 11月26日（水曜日）      | 精神を鍛える!                |                  |
| 8話  | 11月29日（日曜日）      | ストイック                   |                  |
| 9話  | 12月3日（水曜日）       | 基本に帰る                   |                  |
| 10話 | 12月6日（日曜日）       | ドSとドM                     |                  |
| 11話 | 12月10日（水曜日）      | スパーリング                 |                  |
| 12話 | 12月13日（日曜日）      | 男の黒カレー                 |                  |
| 13話 | 12月17日（水曜日）      | 引退勧告                     |                  |
| 14話 | 12月20日（日曜日）      | 克服                         |                  |
| 15話 | 12月24日（水曜日）      | ケガ                         |                  |
| 16話 | 12月27日（日曜日）      | お坊ちゃん                   |                  |
| 17話 | 12月31日（水曜日）      | 計量前日                     |                  |
| 18話 | 2007年1月3日（日曜日）  | 決別                         |                  |
| 19話 | 1月10日（水曜日）       | 2人の過去                    |                  |
| 20話 | 1月14日（日曜日）       | 計量当日                     |                  |
| 21話 | 1月17日（水曜日）       | 記者会見                     |                  |
| 22話 | 1月21日（日曜日）       | 試合前夜                     |                  |
| 23話 | 1月24日（水曜日）       | 試合10分前                   |                  |
| 24話 | 1月28日（日曜日）       | グッバイ・パンチョ(最終回)   |                  |

## 書籍
- EXILE KENCHI&NAOTO 激うまガッツリめし 男が食べたい!「減量ボクサー」のレシピ（EXILE KENCHI&NAOTO (著）、2010年2月3日、学習研究社）ISBN 978-4054044456

劇中に出てきた料理のレシピ本。全38品を収録。